# Lypha chaetosa
Lypha chaetosa là một loài ruồi trong họ Tachinidae.